# 트리스타니아

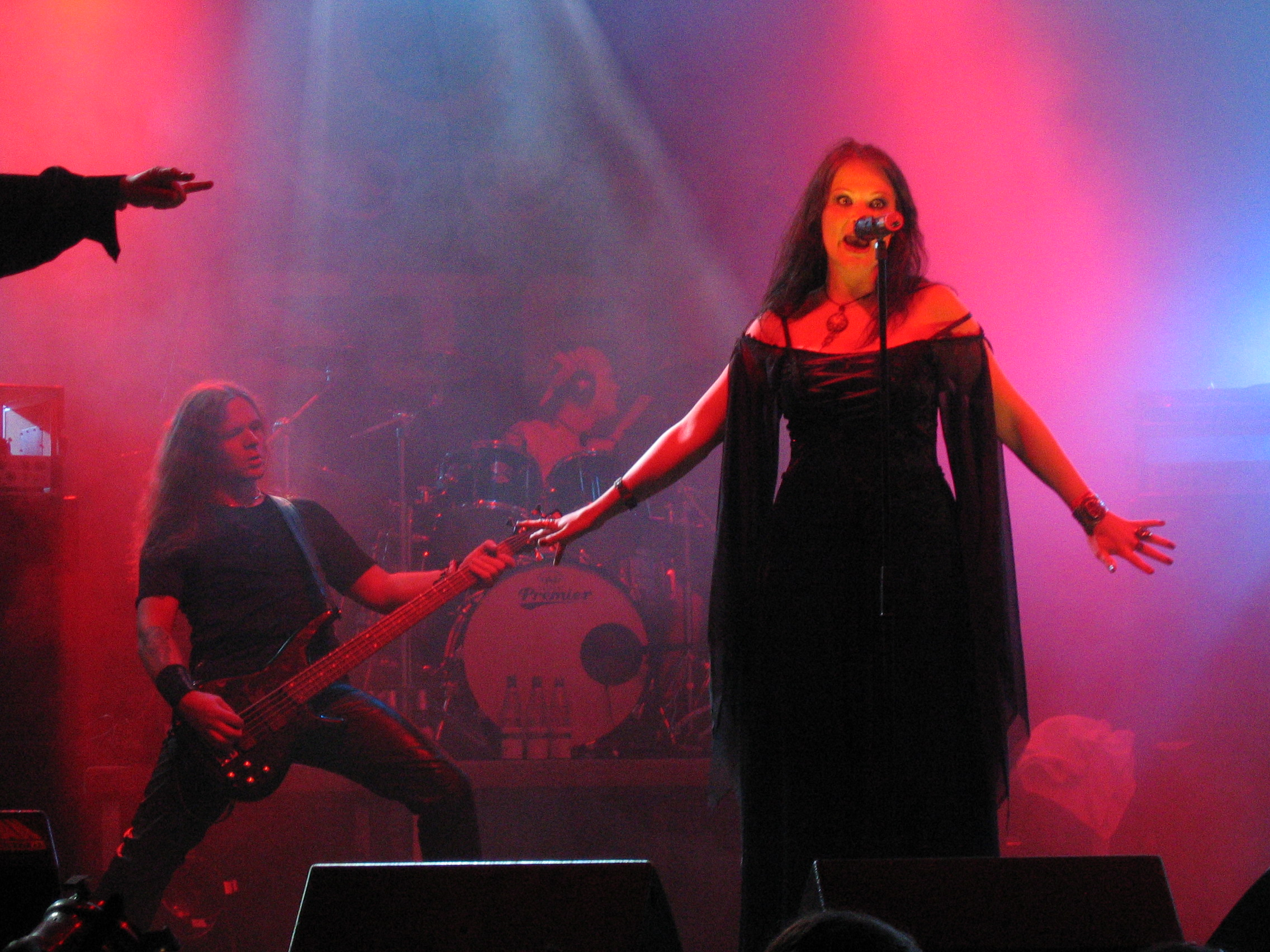
2005년 독일에서의 공연 모습

트리스타니아(Tristania)는 1996년 결성된 노르웨이의 고딕 메탈 밴드이다. 트리스타니아의 음악은 보통 데스의 영향을 받은 고딕 메탈로 분류되며 이는 고딕 메탈 역사 내의 튼튼하 유대관계와 유산에 기인한다. 이들의 노래는 대체로 어둡고 정서적인 주제를 다루며 우울함, 슬픔, 자살, 사랑, 분노가 포함된다.

## 디스코그래피

### 스튜디오 음반
- Widow's Weeds (1998)
- Beyond the Veil (1999)
- World of Glass (2001)
- Ashes (2005)
- Illumination (2007)
- Rubicon (2010)
- Darkest White (2013)

## 구성원
- 오스턴 베르고이 (Osten Bergoy, 보컬)
- 안더스 호이빅 하이델 (Anders Hoyvik Hidle, 기타, 보컬)
- 루네 오스터허스 (Rune osterhus, 베이스)
- 에이나르 모엔 (Einar Moen, 키보드, 프로그래밍)
- 케네쓰 올센 (Kenneth Olsson, 드럼)
- 스베인 테르에 솔벵 (Svein Terje Solvang, 기타, 보컬)